# Irene Negre i Estorach
Irene Negre i Estorach   (Tortosa, 4 d'agost de 1984) és una activista i política catalana.

## Trajectòria política
Va deixar els càrrecs orgànics i la seva militància en Esquerra Republicana de Catalunya pel discurs polític del partit després del referèndum de l'1-O en 2017, i es va passar a l'activisme a través l'Assemblea Nacional Catalana i altres entitats locals com la Plataforma en Defensa de l’Ebre. Per les eleccions municipals del seu municipi de residència del 2019, l'Aldea, va anar per primer cop a les llistes de Junts per Catalunya i ser elegida com primera tinenta d'alcalde.
En 2021, va fer el salt a la política catalana i va ser elegida diputada al Parlament de Catalunya. En 2023, va ser la número dos al Congrés dels Diputats en la demarcació de Tarragona, però el partit només en va treure un escó i no va ser escollida.